# National Space Intelligence Center
Il National Space Intelligence Center è un'unità di operazioni spaziali della United States Space Force, inquadrata nello United States Space Command. Il suo quartier generale è situato presso la Wright-Patterson Air Force Base, in Ohio.

## Missione
Fornisce competenze tecniche e intelligence, consentendo all'autorità nazionale, ai comandi congiunti e alle personalità predisposte alle acquisizioni di sistema d'arma di ottenere vantaggi nel dominio spaziale.

## Organizzazione
Attualmente, al 2024, esso controlla:
- 1st Space Analysis Squadron
- 2nd Space Analysis Squadron
- 3rd Intelligence Analysis Squadron
- 4th Intelligence Analysis Squadron